# Verdienstmedaille für die Freiwilligen des italienisch-österreichischen Krieges 1915–1918

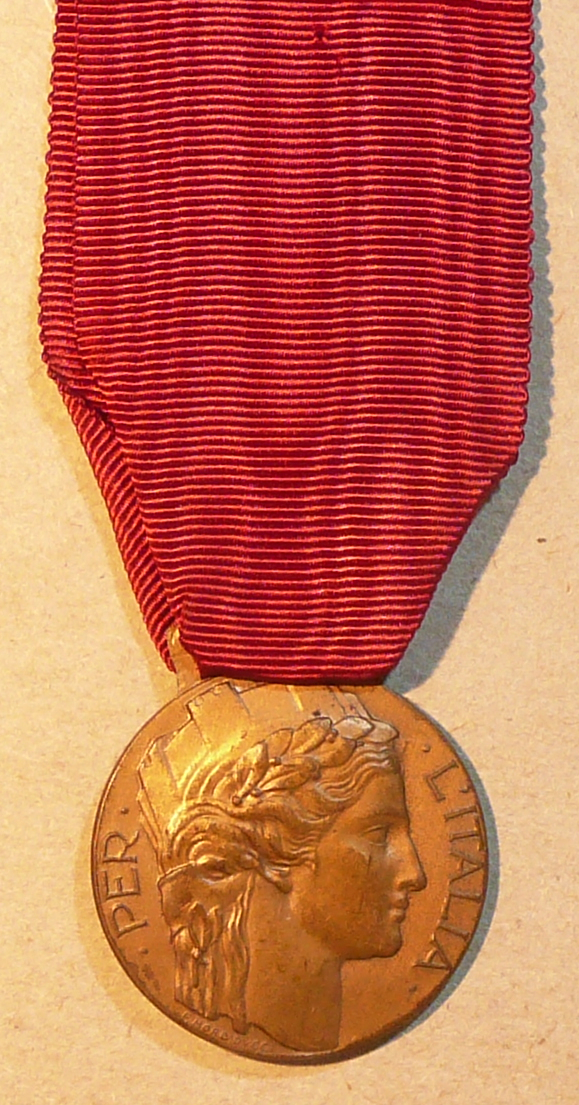
Avers

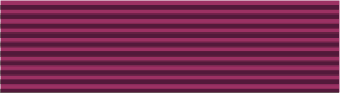
Bandschnalle

Die Verdienstmedaille für die Freiwilligen des italienisch-österreichischen Krieges 1915–1918 (it. Medaglia di benemerenza per i volontari della Guerra Italo-austriaca 1915–1918) war eine Auszeichnung des Königreichs Italien, welche am 24. Mai 1923 per Dekret Nr. 1163 durch Umberto I. in einer Stufe gestiftet wurde.

## Aussehen und Trageweise
Die bronzene Medaille zeigt auf ihrem Avers die rechts blickende Kopfbüste der Göttin Italia umschlossen von der Umschrift PER L´ITALIA (Für Italien). Das Revers zeigt hingegen mittig einen nackten Mann mit Blick in den Himmel gerichtet, der in seiner linken Hand einen runden römischen Schild hält und in seiner rechten ein nach außen gerichtetes Schwert. Hinter seinen rechten Arm ist eine zum Sohn aufblickende Mutter abgebildet, die seinen rechten Arm umschließt. Umschlossen wird diese Symbolik von der Umschrift .VOLONTARI.DI.GVERRA (Freiwillige des Krieges). Getragen wurde die Medaille an der linken oberen Brustseite des Beliehenen an einem malinoroten Bande.

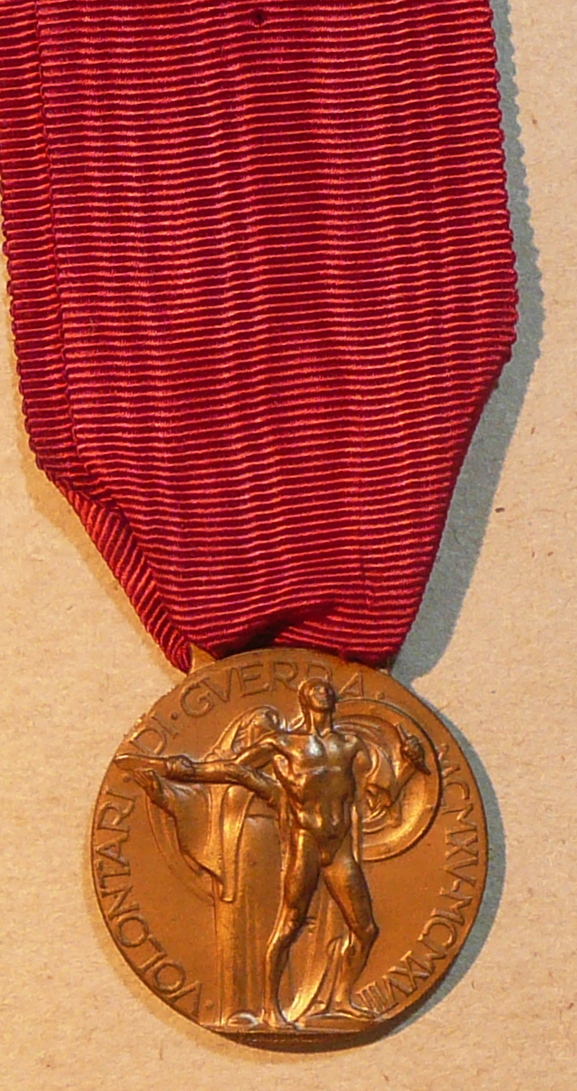
Revers